# Castelo dos MacLellan

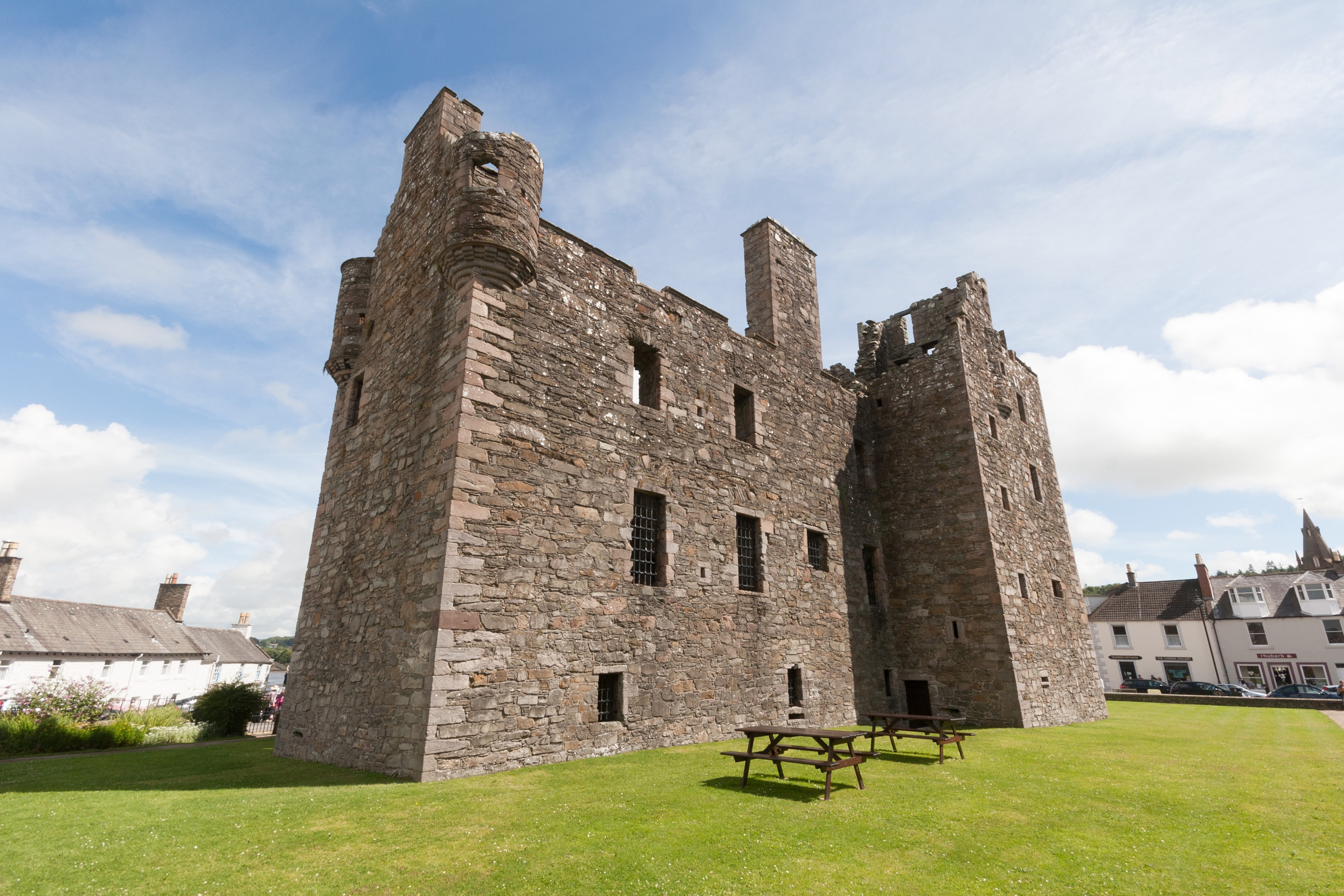
Castelo dos MacLellan, Escócia.

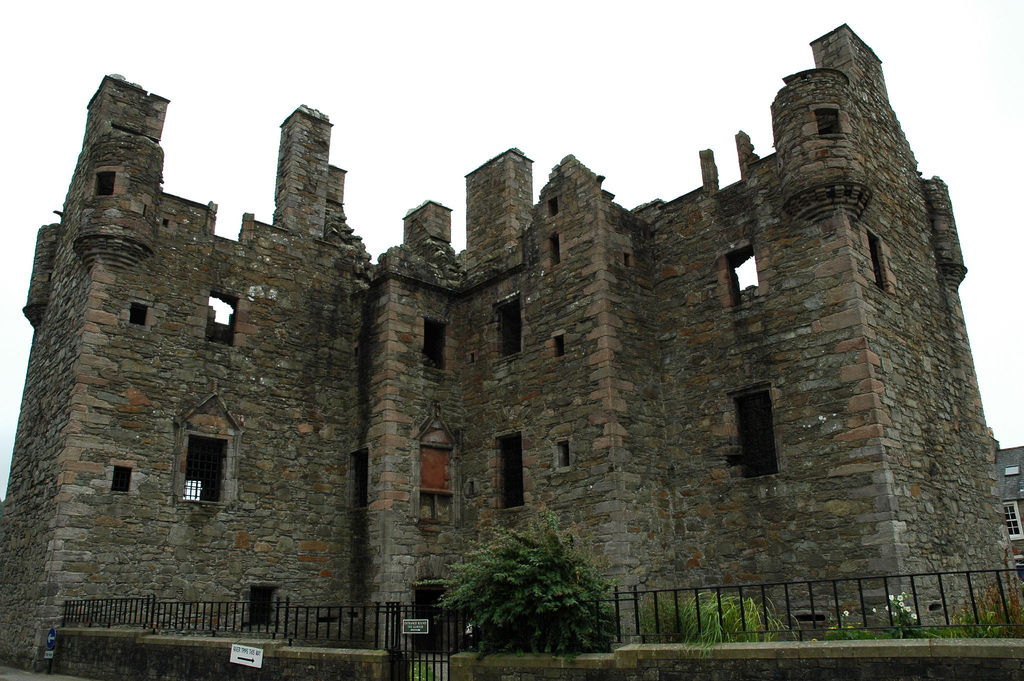
Castelo dos MacLellan, Escócia.

O Castelo dos MacLellan localiza-se em Kirkcudbrifht, no sudoeste da Escócia.

## História
Foi concluído em 1582 por Thomas Maclellan of Bombie.
Os remanescentes desta mansão senhorial dos fins do século XVI exemplificam a maneira pela qual a arquitetura evoluiu desde a estrutura da sólida torre residencial fortemente defendida, até uma nova escala, apalaçada.